# ای ام-لیره
ای ام-لیره (به انگلیسی: AM-Lira) (به زبان بومی: AM-Lira) با کد ایزوی ITL، یکای پول رایج در کشور ایتالیا است. مسئولیت کنترل این واحد پولی برعهدهٔ بانک مرکزی ایتالیا قرار دارد.